# Flughafen Harbin Taiping

i8
i11
i13
Der Flughafen Harbin Taiping (chinesisch 哈尔滨太平国际机场, IATA-Code: HRB, ICAO-Code: ZYHB) ist ein chinesischer Flughafen in Harbin, der Hauptstadt der Provinz Heilongjiang.

## Geschichte
Der Flughafen wurde 1979 eröffnet. 1984 wurde er zu einem internationalen Flughafen erweitert. Zwischen 1994 und 1997 erfolgte ein Ausbau. 2013 erreichte der Flughafen erstmals 10 Millionen Fluggäste. Am 30. April 2018 eröffnete ein zweites Terminal, welches für nationale Flüge genutzt wird.

## Fluggesellschaften und Ziele
Von Harbin werden sowohl chinesische als auch kontinentale Ziele angeflogen.